# Webberville (Texas)
Webberville es una villa ubicada en el condado de Travis en el estado estadounidense de Texas. En el Censo de 2010 tenía una población de 392 habitantes y una densidad poblacional de 72,45 personas por km².

## Geografía
Webberville se encuentra ubicada en las coordenadas 30°13′34″N 97°29′59″O / 30.22611, -97.49972. Según la Oficina del Censo de los Estados Unidos, Webberville tiene una superficie total de 5.41 km², de la cual 5.41 km² corresponden a tierra firme y (0%) 0 km² es agua.

## Demografía
Según el censo de 2010, había 392 personas residiendo en Webberville. La densidad de población era de 72,45 hab./km². De los 392 habitantes, Webberville estaba compuesto por el 85.71% blancos, el 8.16% eran afroamericanos, el 0.26% eran amerindios, el 0.26% eran asiáticos, el 0% eran isleños del Pacífico, el 5.1% eran de otras razas y el 0.51% pertenecían a dos o más razas. Del total de la población el 48.98% eran hispanos o latinos de cualquier raza.

## Educación
El Distrito Escolar Independiente de Del Valle gestiona las escuelas públicas que sirven a la comunidad. Las Escuela Primaria Joseph Gilbert sirve a la comunidad. La Escuela Secundaria Dailey (Dailey Middle School), y la Escuela Preparatoria Del Valle (Del Valle High School) sirven a la villa.